# Owe Fischer-Breiholz
Owe Fischer-Breiholz (* 5. Mai 2004 in Wittenburg) ist ein deutscher Leichtathlet. Seine Spezialdisziplin sind die 400 Meter Hürden.

## Leben
Fischer-Breiholz besuchte das Sportgymnasium in Schwerin, wo er 2024 sein Abitur ablegte. Er begann seine Laufbahn beim Sportverein Hagenow, um dann zum Schweriner SC zu wechseln. Seit 2025 startet er für den Königsteiner LV in Hessen und lebt in Frankfurt am Main. Er ist Stipendiat der Sportstiftung Hessen.

## Erfolge
Bei den Deutschen Meisterschaften 2024 in Braunschweig belegte er völlig überraschend den zweiten Platz. Ein Jahr später wurde er im norwegischen Bergen U23-Europameister. Seine dort erzielte Bestzeit brachte ihn auf Platz zwei der ewigen deutschen Bestenliste hinter dem Rekordhalter Harald Schmid. Außerdem wurde er 2024 (in Mönchengladbach) und 2025 (in Ulm) deutscher U23-Meister. Im August 2025 wurde er in Dresden erstmals deutscher Meister.